# Polylepis incana
Polylepis incana là một loài thực vật thuộc họ Rosaceae. Loài này có ở Ecuador, Peru, và có thể cả Colombia. Chúng hiện đang bị đe dọa vì mất môi trường sống.